# Alburnoides namaki
Alburnoides namaki — вид коропоподібних риб роду Бистрянка (Alburnoides) родини Коропові (Cyprinidae). Вид є ендеміком озера Намак в Ірані.